# A Fidzsi-szigetek a 2016. évi nyári olimpiai játékokon
A Fidzsi-szigetek a brazíliai Rio de Janeiróban megrendezett 2016. évi nyári olimpiai játékok egyik részt vevő nemzete volt. Az országot az olimpián 10 sportágban 53 sportoló képviselte, akik összesen 1 érmet szereztek. A Fidzsi-szigetek sportolóinak eddig az olimpiáig nem sikerült egyetlen érmet sem nyerniük, így az ezen az olimpián győztes férfi rögbi-válogatott szerezte az ország első olimpiai érmét.

## Érmesek
| Érem  | Versenyző | Sportág | Versenyszám | Dátum         |
| ----- | --- | ------- | ----------- | ------------- |
| Arany | Nemzeti válogatott Masivesi Dakuwaqa Apisai Domolailai Osea Kolinisau Semi Kunatani Viliame Mata Leone Nakarawa Vatemo Ravouvou Savenaca Rawaca Kitione Taliga Josua Tuisova Jerry Tuwai Jasa Veremalua Samisoni Viriviri | Rögbi   | Férfi rögbi | Augusztus 11. |

## Asztalitenisz
Női
| Versenyző | Versenyszám | Selejtező                                   | 64-es főtábla     | 48-as főtábla     | 32-es főtábla     | Nyolcaddöntő      | Negyeddöntő       | Elődöntő          | Döntő             | Helyezés |
| Versenyző | Versenyszám | Ellenfél Eredmény                           | Ellenfél Eredmény | Ellenfél Eredmény | Ellenfél Eredmény | Ellenfél Eredmény | Ellenfél Eredmény | Ellenfél Eredmény | Ellenfél Eredmény | Helyezés |
| --------- | ----------- | ------------------------------------------- | ----------------- | ----------------- | ----------------- | ----------------- | ----------------- | ----------------- | ----------------- | -------- |
| Sally Yee | Egyes       | Offiong Edem (NGR) · 3-11, 8-11, 3-11, 2-11 | kiesett           | kiesett           | kiesett           | kiesett           | kiesett           | kiesett           | kiesett           | 65.      |

## Atlétika
Férfi
| Versenyző       | Versenyszám   | Selejtező | Selejtező | Döntő    | Döntő    |
| Versenyző       | Versenyszám   | Eredmény  | Helyezés  | Eredmény | Helyezés |
| --------------- | ------------- | --------- | --------- | -------- | -------- |
| Leslie Copeland | Gerelyhajítás | 76,04 m   | 32.       | kiesett  | kiesett  |

Női
| Versenyző      | Versenyszám | Selejtező | Selejtező | Selejtező | Előfutam | Előfutam | Előfutam | Elődöntő | Elődöntő | Elődöntő | Döntő   | Döntő    |
| Versenyző      | Versenyszám | Idő       | Hely.     | Össz.     | Idő      | Hely.    | Össz.    | Idő      | Hely.    | Össz.    | Idő     | Helyezés |
| -------------- | ----------- | --------- | --------- | --------- | -------- | -------- | -------- | -------- | -------- | -------- | ------- | -------- |
| Sisila Seavula | 100 m       | 12,34     | 2.        | 8.        | 12,48    | 8.       | 63.      | kiesett  | kiesett  | kiesett  | kiesett | kiesett  |

## Cselgáncs
Férfi
| Versenyző      | Versenyszám | Selejtező         | 32-es főtábla                             | Nyolcaddöntő      | Negyeddöntő       | Elődöntő          | Vigaszág első kör | Vigaszág negyeddöntő | Vigaszág elődöntő | Bronz- mérkőzés   | Döntő             | Helyezés |
| Versenyző      | Versenyszám | Ellenfél Eredmény | Ellenfél Eredmény                         | Ellenfél Eredmény | Ellenfél Eredmény | Ellenfél Eredmény | Ellenfél Eredmény | Ellenfél Eredmény    | Ellenfél Eredmény | Ellenfél Eredmény | Ellenfél Eredmény | Helyezés |
| -------------- | ----------- | ----------------- | ----------------------------------------- | ----------------- | ----------------- | ----------------- | ----------------- | -------------------- | ----------------- | ----------------- | ----------------- | -------- |
| Josateki Naulu | Váltósúly   |                   | Shakhzodbek Sabirov (UZB) · 001(0)-100(1) | kiesett           | kiesett           | kiesett           |                   |                      |                   |                   |                   | 17.      |

## Íjászat
Férfi
| Versenyző    | Versenyszám | Selejtező | Selejtező | 64-es főtábla                                  | 32-es főtábla     | Nyolcaddöntő      | Negyeddöntő       | Elődöntő          | Döntő             | Helyezés |
| Versenyző    | Versenyszám | Pont      | Kiemelés  | Ellenfél Eredmény                              | Ellenfél Eredmény | Ellenfél Eredmény | Ellenfél Eredmény | Ellenfél Eredmény | Ellenfél Eredmény | Helyezés |
| ------------ | ----------- | --------- | --------- | ---------------------------------------------- | ----------------- | ----------------- | ----------------- | ----------------- | ----------------- | -------- |
| Robert Elder | Egyéni      | 635       | 56.       | Vej Csün-hang (Wei Chun-heng) (TPE) (9.) · 0-6 | kiesett           | kiesett           | kiesett           | kiesett           | kiesett           | 33.      |

## Labdarúgás

### Férfi
| #             | Név                | Klub                  | Születési idő                    | Mérkőzés | Gól     | Sárga lap | sárga lap · 2. sárga lap · kiállítva | kiállítva |
| Kapusok       | Kapusok            | Kapusok               | Kapusok                          | Kapusok  | Kapusok | Kapusok   | Kapusok                              | Kapusok   |
| ------------- | ------------------ | --------------------- | -------------------------------- | -------- | ------- | --------- | ------------------------------------ | --------- |
| 1             | Simione Tamanisau  | Rewa FC               | 1982. június 5. (34 évesen)      | 3        | 0       | 1         | 0                                    | 0         |
| 18            | Shaneel Naidu      | Dreketi FC            | 1995. március 28. (21 évesen)    | 0        | 0       | 0         | 0                                    | 0         |
| Védők         |                    |                       |                                  |          |         |           |                                      |           |
| 2             | Praneel Naidu      | Ba FC                 | 1995. január 29. (21 évesen)     | 3        | 0       | 0         | 0                                    | 0         |
| 3             | Filipe Baravilala  | Suva FC               | 1994. november 25. (21 évesen)   | 1(2)     | 0       | 0         | 0                                    | 0         |
| 4             | Jale Dreloa        | Suva FC               | 1995. április 21. (21 évesen)    | 3        | 0       | 1         | 0                                    | 0         |
| 11            | Alvin Singh        | Ba FC                 | 1988. június 9. (28 évesen)      | 3        | 0       | 1         | 0                                    | 0         |
| Középpályások |                    |                       |                                  |          |         |           |                                      |           |
| 5             | Antonio Tuivuna    | Nadi FC               | 1995. március 20. (21 évesen)    | 2        | 0       | 0         | 0                                    | 0         |
| 7             | Nickel Chand       | Suva FC               | 1995. július 28. (21 évesen)     | 3        | 0       | 0         | 0                                    | 0         |
| 10            | Ratu Nakalevu      | Rewa FC               | 1994. március 7. (22 évesen)     | 2(1)     | 0       | 1         | 0                                    | 0         |
| 12            | Tevita Waranaivalu | Rewa FC               | 1995. szeptember 16. (20 évesen) | 2(1)     | 0       | 0         | 0                                    | 0         |
| 16            | Joseph Turagabeci  | Suva FC               | 1994. november 19. (21 évesen)   | (1)      | 0       | 0         | 0                                    | 0         |
| 17            | Kolinio Sivoki     | Lautoka FC            | 1995. március 10. (21 évesen)    | 0        | 0       | 0         | 0                                    | 0         |
| Csatárok      |                    |                       |                                  |          |         |           |                                      |           |
| 6             | Anish Khem         | Nadi FC               | 1993. szeptember 27. (22 évesen) | 2(1)     | 0       | 1         | 0                                    | 0         |
| 8             | Setareki Hughes    | Rewa FC               | 1995. június 8. (21 évesen)      | 3        | 0       | 1         | 0                                    | 0         |
| 9             | Roy Krishna (CSK)  | Wellington Phoenix FC | 1987. augusztus 30. (28 évesen)  | 3        | 1       | 0         | 0                                    | 0         |
| 13            | Iosefo Verevou     | Rewa FC               | 1996. május 1. (20 évesen)       | 3        | 0       | 0         | 0                                    | 0         |
| 14            | Samuela Nabenia    | Ba FC                 | 1995. február 9. (21 évesen)     | (2)      | 0       | 0         | 0                                    | 0         |
| 15            | Saula Waqa         | Ba FC                 | 1995. december 10. (20 évesen)   | (1)      | 0       | 0         | 0                                    | 0         |
| Edző          |                    |                       |                                  |          |         |           |                                      |           |
|               | Frank Farina       |                       | 1964. szeptember 5. (51 évesen)  |          |         |           |                                      |           |

- Kor: 2016. augusztus 4-i kora

#### Eredmények
Csoportkör
C csoport
| Hely. | Csapat                | M | Gy | D | V | G+ | G– | Gk  | P | Továbbjutás |
| ----- | --------------------- | - | -- | - | - | -- | -- | --- | - | ----------- |
| 1.    | Dél-Korea (KOR)       | 3 | 2  | 1 | 0 | 12 | 3  | +9  | 7 | Negyeddöntő |
| 2.    | Németország (GER)     | 3 | 1  | 2 | 0 | 15 | 5  | +10 | 5 | Negyeddöntő |
| 3.    | Mexikó (MEX)          | 3 | 1  | 1 | 1 | 7  | 4  | +3  | 4 |             |
| 4.    | Fidzsi-szigetek (FIJ) | 3 | 0  | 0 | 3 | 1  | 23 | −22 | 0 |             |

| 2016. augusztus 4. 20:00 (1:00) |

| Fidzsi-szigetek (FIJ) | 0–8               | Dél-Korea (KOR)                                                 |
| --------------------- | ----------------- | --------------------------------------------------------------- |
|                       | (0–1) Jegyzőkönyv | Rju 32' 63' 90+3' Kvon 62' 63' Szon 72' (11-esből) Szok 77' 90' |

| Arena Fonte Nova, Salvador da Bahia Nézőszám: 16 000 Játékvezető: Malang Diedhiou (szenegáli) |

| 2016. augusztus 7. 13:00 (18:00) |

| Fidzsi-szigetek (FIJ) | 1–5               | Mexikó (MEX)                          |
| --------------------- | ----------------- | ------------------------------------- |
| Krishna 11'           | (1–0) Jegyzőkönyv | Gutiérrez 48' 55' 58' 73' Salcedo 67' |

| Arena Fonte Nova, Salvador da Bahia Nézőszám: 11 200 Játékvezető: Gihád Grísa (egyiptomi) |

| 2016. augusztus 10. 16:00 (21:00) |

| Németország (GER)                                                       | 10–0              | Fidzsi-szigetek (FIJ) |
| ----------------------------------------------------------------------- | ----------------- | --------------------- |
| Gnabry 8' 45' Petersen 14' 33' 40' 63' (11-esből) 70' Meyer 30' 49' 52' | (6–0) Jegyzőkönyv |                       |

| Estádio Mineirão, Belo Horizonte Nézőszám: 16 521 Játékvezető: Fahad Al-Mirdasi (Szaúd-arábiai) |

| Csapat                | Helyezés |
| --------------------- | -------- |
| Fidzsi-szigetek (FIJ) | 16.      |

## Ökölvívás
Férfi
| Versenyző    | Versenyszám | Selejtező                      | Nyolcaddöntő      | Negyeddöntő       | Elődöntő          | Döntő             | Helyezés |
| Versenyző    | Versenyszám | Ellenfél Eredmény              | Ellenfél Eredmény | Ellenfél Eredmény | Ellenfél Eredmény | Ellenfél Eredmény | Helyezés |
| ------------ | ----------- | ------------------------------ | ----------------- | ----------------- | ----------------- | ----------------- | -------- |
| Winston Hill | Váltósúly   | Vladimir Margaryan (ARM) · 0–3 | kiesett           | kiesett           | kiesett           | kiesett           | 17.      |

## Rögbi

### Férfi
| Fidzsi-szigeteki férfi rögbi-játékoskeret                                                                                  | Fidzsi-szigeteki férfi rögbi-játékoskeret                                                             |
| --- | --- |
| - Masivesi Dakuwaqa - Apisai Domolailai - Osea Kolinisau - Semi Kunatani - Viliame Mata - Leone Nakarawa - Vatemo Ravouvou | - Savenaca Rawaca - Kitione Taliga - Josua Tuisova - Jerry Tuwai - Jasa Veremalua - Samisoni Viriviri |

#### Eredmények
A csoport
| Csapat                 | M | Gy | D | V | P+ | P– | Pk  | P |
| ---------------------- | - | -- | - | - | -- | -- | --- | - |
| Fidzsi-szigetek (FIJ)  | 3 | 3  | 0 | 0 | 85 | 45 | +40 | 9 |
| Argentína (ARG)        | 3 | 2  | 0 | 1 | 62 | 35 | +27 | 7 |
| Egyesült Államok (USA) | 3 | 1  | 0 | 2 | 59 | 41 | +18 | 5 |
| Brazília (BRA)         | 3 | 0  | 0 | 3 | 12 | 97 | –85 | 3 |

| 2016. augusztus 9. 13:30 (18:30) |                   | Fidzsi-szigetek (FIJ) | 40–12 | Brazília (BRA) |  | Deodoro Stadion, Rio de Janeiro |
| 2016. augusztus 9. 13:30 (18:30) | (7–5) Jegyzőkönyv |                       |       |                |  | Deodoro Stadion, Rio de Janeiro |

| 2016. augusztus 9. 18:30 (23:30) |                   | Fidzsi-szigetek (FIJ) | 21–14 | Argentína (ARG) |  | Deodoro Stadion, Rio de Janeiro |
| 2016. augusztus 9. 18:30 (23:30) | (7–7) Jegyzőkönyv |                       |       |                 |  | Deodoro Stadion, Rio de Janeiro |

| 2016. augusztus 10. 13:30 (18:30) |                    | Fidzsi-szigetek (FIJ) | 24–19 | Egyesült Államok (USA) |  | Deodoro Stadion, Rio de Janeiro |
| 2016. augusztus 10. 13:30 (18:30) | (12–7) Jegyzőkönyv |                       |       |                        |  | Deodoro Stadion, Rio de Janeiro |

Negyeddöntő
| 2016. augusztus 10. 17:00 (22:00) |                   | Fidzsi-szigetek (FIJ) | 12–7 | Új-Zéland (NZL) |  | Deodoro Stadion, Rio de Janeiro |
| 2016. augusztus 10. 17:00 (22:00) | (5–7) Jegyzőkönyv |                       |      |                 |  | Deodoro Stadion, Rio de Janeiro |

Elődöntő
| 2016. augusztus 11. 14:30 (19:30) |                    | Fidzsi-szigetek (FIJ) | 20–5 | Japán (JPN) |  | Deodoro Stadion, Rio de Janeiro |
| 2016. augusztus 11. 14:30 (19:30) | (10–5) Jegyzőkönyv |                       |      |             |  | Deodoro Stadion, Rio de Janeiro |

Döntő
| 2016. augusztus 11. 19:00 (00:00) |                    | Fidzsi-szigetek (FIJ) | 43–7 | Nagy-Britannia (GBR) |  | Deodoro Stadion, Rio de Janeiro |
| 2016. augusztus 11. 19:00 (00:00) | (29–0) Jegyzőkönyv |                       |      |                      |  | Deodoro Stadion, Rio de Janeiro |

| Csapat                | Helyezés |
| --------------------- | -------- |
| Fidzsi-szigetek (FIJ) |          |

### Női
| Fidzsi-szigeteki női rögbi-játékoskeret                                                                            | Fidzsi-szigeteki női rögbi-játékoskeret                                                 |
| --- | --------------------------------------------------------------------------------------- |
| - Merewai Cumu - Raijieli Daveua - Rusila Nagasau - Litia Naiqato - Tima Ravisa - Viniana Riwai - Asena Rokomarama | - Ana Roqica - Jiowana Sauto - Tima Tamoi - Rebecca Tavo - Lavenia Tinai - Luisa Tisolo |

#### Eredmények
A csoport
| Csapat                 | M | Gy | D | V | P+  | P–  | Pk   | P |
| ---------------------- | - | -- | - | - | --- | --- | ---- | - |
| Ausztrália (AUS)       | 3 | 2  | 1 | 0 | 101 | 12  | +89  | 8 |
| Fidzsi-szigetek (FIJ)  | 3 | 2  | 0 | 1 | 48  | 43  | +5   | 7 |
| Egyesült Államok (USA) | 3 | 1  | 1 | 1 | 67  | 24  | +43  | 6 |
| Kolumbia (COL)         | 3 | 0  | 0 | 3 | 0   | 137 | –137 | 3 |

| 2016. augusztus 6. 13:00 (18:00) |                   | Egyesült Államok (USA) | 7–12 | Fidzsi-szigetek (FIJ) |  | Deodoro Stadion, Rio de Janeiro |
| 2016. augusztus 6. 13:00 (18:00) | (0–7) Jegyzőkönyv |                        |      |                       |  | Deodoro Stadion, Rio de Janeiro |

| 2016. augusztus 6. 18:30 (23:30) |                    | Ausztrália (AUS) | 36–0 | Fidzsi-szigetek (FIJ) |  | Deodoro Stadion, Rio de Janeiro |
| 2016. augusztus 6. 18:30 (23:30) | (19–0) Jegyzőkönyv |                  |      |                       |  | Deodoro Stadion, Rio de Janeiro |

| 2016. augusztus 7. 13:00 (18:00) |                    | Fidzsi-szigetek (FIJ) | 36–0 | Kolumbia (COL) |  | Deodoro Stadion, Rio de Janeiro |
| 2016. augusztus 7. 13:00 (18:00) | (24–0) Jegyzőkönyv |                       |      |                |  | Deodoro Stadion, Rio de Janeiro |

Negyeddöntő
| 2016. augusztus 7. 18:00 (23:00) |                    | Nagy-Britannia (GBR) | 26–7 | Fidzsi-szigetek (FIJ) |  | Deodoro Stadion, Rio de Janeiro |
| 2016. augusztus 7. 18:00 (23:00) | (19–7) Jegyzőkönyv |                      |      |                       |  | Deodoro Stadion, Rio de Janeiro |

Az 5-8. helyért
| 2016. augusztus 8. 14:00 (19:00) |                   | Fidzsi-szigetek (FIJ) | 7–12 | Egyesült Államok (USA) |  | Deodoro Stadion, Rio de Janeiro |
| 2016. augusztus 8. 14:00 (19:00) | (7–0) Jegyzőkönyv |                       |      |                        |  | Deodoro Stadion, Rio de Janeiro |

A 7. helyért
| 2016. augusztus 8. 17:30 (22:30) |                   | Spanyolország (ESP) | 21–0 | Fidzsi-szigetek (FIJ) |  | Deodoro Stadion, Rio de Janeiro |
| 2016. augusztus 8. 17:30 (22:30) | (9–0) Jegyzőkönyv |                     |      |                       |  | Deodoro Stadion, Rio de Janeiro |

| Csapat                | Helyezés |
| --------------------- | -------- |
| Fidzsi-szigetek (FIJ) | 8.       |

## Sportlövészet
Férfi
| Versenyző   | Versenyszám | Selejtező | Selejtező | Elődöntő | Elődöntő | Döntő   | Döntő    |
| Versenyző   | Versenyszám | Pont      | Helyezés  | Pont     | Helyezés | Pont    | Helyezés |
| ----------- | ----------- | --------- | --------- | -------- | -------- | ------- | -------- |
| Glenn Kable | Trap        | 112       | 23.       | kiesett  | kiesett  | kiesett | kiesett  |

## Súlyemelés
Férfi
| Versenyző    | Versenyszám | Szakítás | Szakítás | Lökés    | Lökés    | Összesen | Helyezés |
| Versenyző    | Versenyszám | Eredmény | Helyezés | Eredmény | Helyezés | Összesen | Helyezés |
| ------------ | ----------- | -------- | -------- | -------- | -------- | -------- | -------- |
| Manueli Tulo | 56 kg       | 106      | 16.      | 136      | 13.      | 242      | 13.      |

Női
| Versenyző       | Versenyszám | Szakítás | Szakítás | Lökés    | Lökés    | Összesen | Helyezés |
| Versenyző       | Versenyszám | Eredmény | Helyezés | Eredmény | Helyezés | Összesen | Helyezés |
| --------------- | ----------- | -------- | -------- | -------- | -------- | -------- | -------- |
| Apolonia Vaivai | 69 kg       | 88       | 15.      | 113      | 11.      | 201      | 11.      |

## Úszás
Férfi
| Versenyző   | Versenyszám | Előfutam | Előfutam | Előfutam | Elődöntő | Elődöntő | Elődöntő | Döntő   | Döntő    |
| Versenyző   | Versenyszám | Idő      | Hely.    | Össz.    | Idő      | Hely.    | Össz.    | Idő     | Helyezés |
| ----------- | ----------- | -------- | -------- | -------- | -------- | -------- | -------- | ------- | -------- |
| Meli Malani | 50 m gyors  | 23,88    | 2.*      | 51.*     | kiesett  | kiesett  | kiesett  | kiesett | kiesett  |

Női
| Versenyző         | Versenyszám | Előfutam | Előfutam | Előfutam | Elődöntő | Elődöntő | Elődöntő | Döntő   | Döntő    |
| Versenyző         | Versenyszám | Idő      | Hely.    | Össz.    | Idő      | Hely.    | Össz.    | Idő     | Helyezés |
| ----------------- | ----------- | -------- | -------- | -------- | -------- | -------- | -------- | ------- | -------- |
| Matelita Buadromo | 200 m gyors | 2:05,49  | 1.       | 40.      | kiesett  | kiesett  | kiesett  | kiesett | kiesett  |

* - egy másik versenyzővel azonos időt ért el